# Embiópteros
Os embiópteros ou embiídeos (nomeados, em inglês, webspinners; na tradução para o português, "giradores de rede", devido a suas habilidades únicas de girar suas sedas a partir de estruturas nas pernas dianteiras) e cujo nome vernacular sugerido é de inseto-tecelão, são insetos pterygotos pertencentes à ordem Embioptera, que conta com cerca de 400 espécies válidas e 600 denominações de classificação científica (com estimativas de cerca de 2.000 espécies existentes). A ordem também já foi referida como Embiodea ou Embiidina e seus filhotes nascem já em forma de ninfa e semelhantes aos adultos no aspecto.
O nome Embioptera (em sentido literal "asas vivas") vem do grego εμβιος, "embios", que significa "animado", e πτερον, "pteron", que significa "asa"; um nome que não foi considerado particularmente descritivo para estes insetos, mas que talvez, em vez disso, se refira à sua notável velocidade de movimentos, tanto para frente quanto para trás.

## Morfologia
Os Embioptera variam de 0.4 a 2 centímetros de comprimento. O corpo é alongado, amarronzado ou enegrecido, um pouco achatado nos machos e mais ou menos cilíndrico nas fêmeas e juvenis; sempre dotados de pernas curtas e fortes, com fêmures espessados em suas pernas posteriores. Uma de suas características mais marcantes está no primeiro artículo dos tarsos, nas pernas anteriores, que é dilatado pela presença de glândulas fiandeiras de seda. Os machos assemelham-se a cupins alados, com asas anteriores e posteriores dotadas de tamanho e nervação semelhante, relativamente simples; mas alguns são ápteros (sem asas) ou apresentam asas vestigiais. As fêmeas são sempre ápteras. O corpo é dividido em três tagmas, como em todos os insetos: cabeça, tórax e abdome. A cabeça porta um par de olhos compostos, em forma de rim, e não possui ocelos (olhos simples). Suas antenas são filiformes, com cerca de 12 a 32 segmentos. Seu aparelho bucal mastigador é prognata. Asas anteriores são pergaminhosas (com a textura de um pergaminho) e as posteriores membranosas. Abdome com dez segmentos, com um par de cercos na extremidade posterior, altamente sensitivos ao toque; que geralmente, nos machos, são assimétricos, e podem possuir um ou dois segmentos, mas que são sempre assimétricos nas fêmeas.

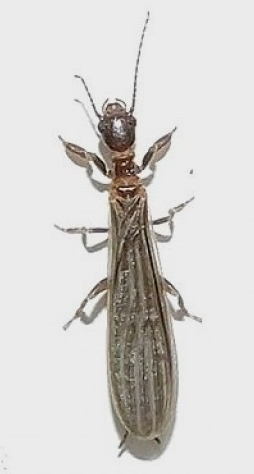
Fotografia de um macho de Embioptera, em Pindamonhangaba, São Paulo, Brasil.
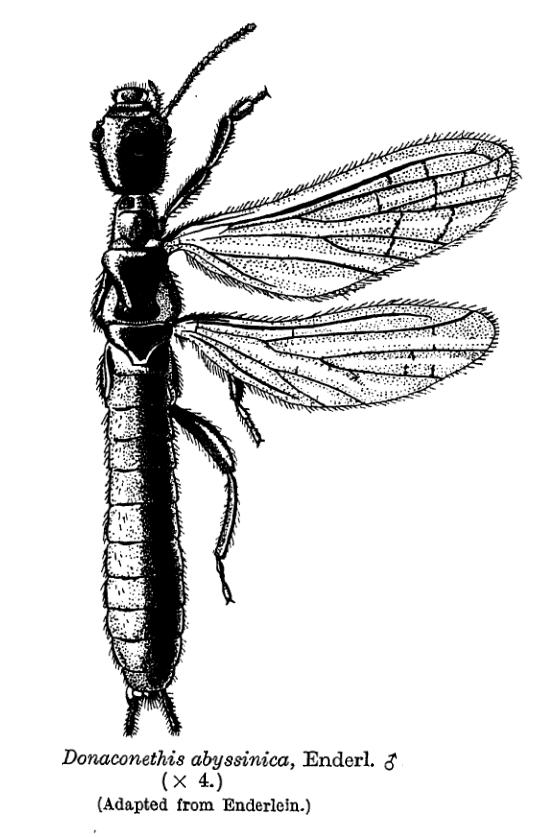
Macho, com asas (à direita), de um Embioptera; descrito como Donaconethis abyssinica, do leste da África.

## Biologia

### Habitat e Microhabitat
Os Embioptera são insetos de climas tropicais e subtropicais. Eles vivem abrigados em túneis ou galerias, onde seus corpos cilíndricos se adaptaram a viver, construídas com a seda que produzem em suas fiandeiras; habitando o solo, em fendas de muros, em pedras, sob casca de árvores ou troncos em decomposição. Algumas espécies vivem isoladamente, enquanto a maioria é gregária, vivendo em grupos de machos, fêmeas e formas juvenis. Quando perturbados em suas galerias, se locomovem com extrema rapidez, correndo para frente ou para trás com a mesma agilidade. Seus ovos, grandes e cilíndricos, são postos no interior destas e recebem o cuidado das fêmeas; com algumas espécies conhecidas por sua partenogênese.

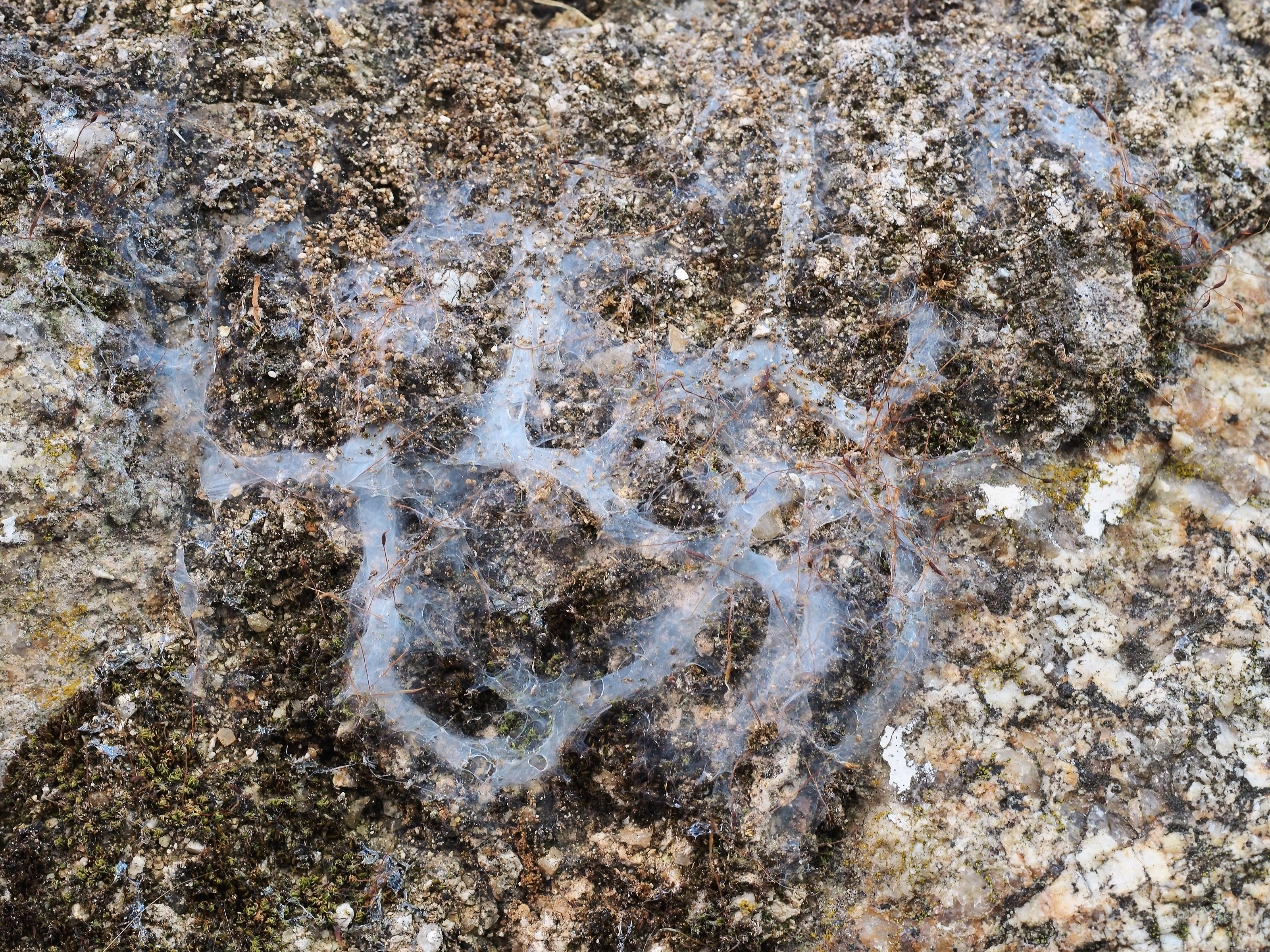
Fotografia de túneis de Embioptera, em Losar de la Vera, Cáceres, Espanha.
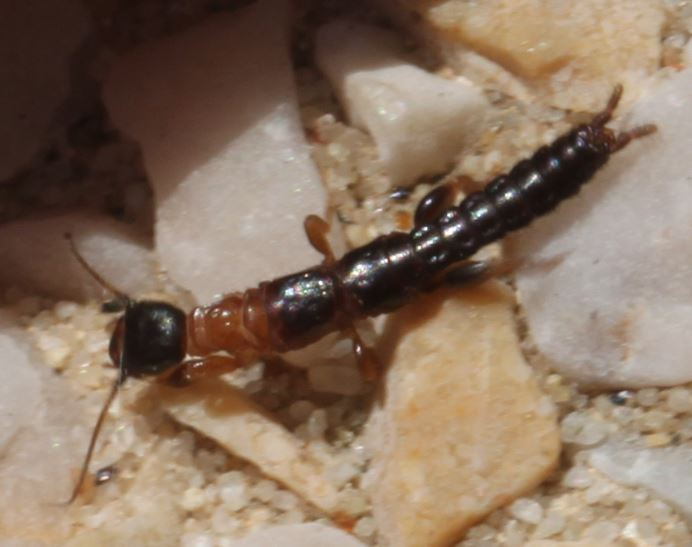
Fotografia da fêmea de Haploembia solieri, em Costa Azul, França.

### Alimentação
Os embiídeos se alimentam de grama, folhas em decomposição, musgos, líquens e casca de árvores, porém os machos adultos nunca se alimentam, mas, em algumas espécies, as fêmeas comem os machos após o acasalamento.

## Taxonomia
De acordo com análise filogenética do ano de 2012, The phylogeny and classification of Embioptera (Insecta), são citadas as seguintes famílias de Embioptera (citadas abaixo). Atualmente se dividem em 11 famílias. As famílias com maior número de gêneros são Anisembiidae, Embiidae e Scelembiidae, apresentando as demais seis ou menos gêneros, cada, e com
quatro famílias monotípicas (de apenas um gênero). Na Península Ibérica (Europa) estão apenas presentes as famílias Embiidae e Oligotomidae. No Brasil existe registro de ocorrência das famílias Anisembiidae, Archembiidae, Clothodidae e Teratembiidae, das quais somam-se, até o momento, 37 espécies; com o primeiro espécime da família Scelembiidae (Pararhagadochir confusa) registrado em 2018.
- Andesembiidae
- Anisembiidae
- Archembiidae
- Australembiidae
- Clothodidae
- Embiidae
- Notoligotomidae
- Oligotomidae
- Ptilocerembiidae
- Scelembiidae
- Teratembiidae

## Espécies introduzidas
De acordo com Edward S. Ross, os Embioptera são particularmente suscetíveis de ser levados pelo transporte humano, porque são capazes de estabelecer colônias em superfícies ou fendas de muitos objetos que compõem a carga do homem, em viagens. É até concebível que as superfícies internas dos cascos de barcos possam suportar tais insetos, pois a proteção das galerias de seda e a simplicidade de suas exigências alimentares contribuem grandemente para suas chances de sobrevivência. Assim sendo, espécies do gênero Oligotoma, que tem seu centro de distribuição na Ásia e na Indonésia, parecem ter atingido várias ilhas do Oceano Pacífico durante os movimentos dos aborígenes, tornando-se espécies introduzidas. Este gênero também foi introduzido em dois arquipélagos da Macaronésia (Madeira, Oligotoma nigra, e Canárias, Oligotoma saundersi), juntamente com a espécie Haploembia solieri. O gênero Oligotoma também está citado como introduzido no Brasil, segundo Donald J. Borror, embora não haja citação da família Oligotomidae por Teixeira et al. em seu estudo.

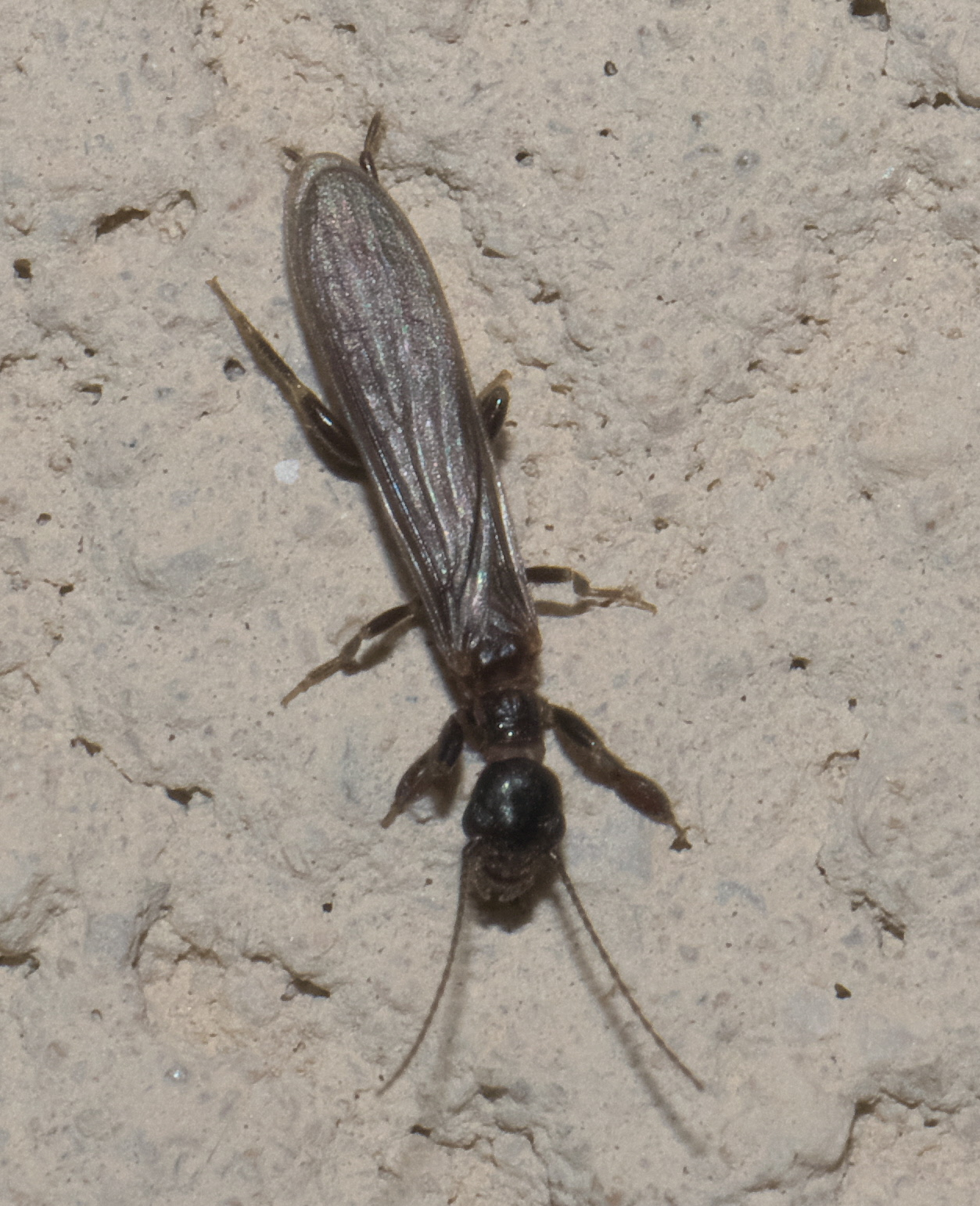
Fotografia de um macho de Oligotoma, em Pecos, Texas, Estados Unidos.